# روس هالفين
روس و. هالفين (بالإنجليزية: Ross W Halfin)‏ (ولد في 11 أغسطس 1957) هو مصور روك بريطاني. بدأ مسيرته المهنية بالعمل لمجلة ساوندز في سبعينات القرن العشرين، حيث كان يقوم بتصوير فنانين متنوعين من مشهد البانك بمن فيهم ذا كلاش، وذا جام، وذا سكس بستولز، و999، وذا أدفيرتس. بعد اتصاله بالكاتبين جيف بارتون وبيتر ماكوفسكي، انتقل هالفين للعمل بشكل رئيسي في الولايات المتحدة مع فرق مثل أيه سي/دي سي، ويو إف أو، وراش، وجورني، وأيروسميث، وبلاك سابث.
أنشأ هالفين مجلة كيرانغ! عام 1981 مع بارتون وأنتج صوراً لفرق من تلك الحقبة. قام هالفين بالتجول مع عدة فرق، بما فيها ميتاليكا، وأيرون ميدن، وستيتاس كو، وديف ليبارد، وموتلي كرو، وفان هيلين، وأيروسميث، وذا بلاك كروز، وأوزي أوزبورن، وكيس، وساوندغاردن، وكوينز أوف ذا ستون إيج، وذا مارس فولتا.

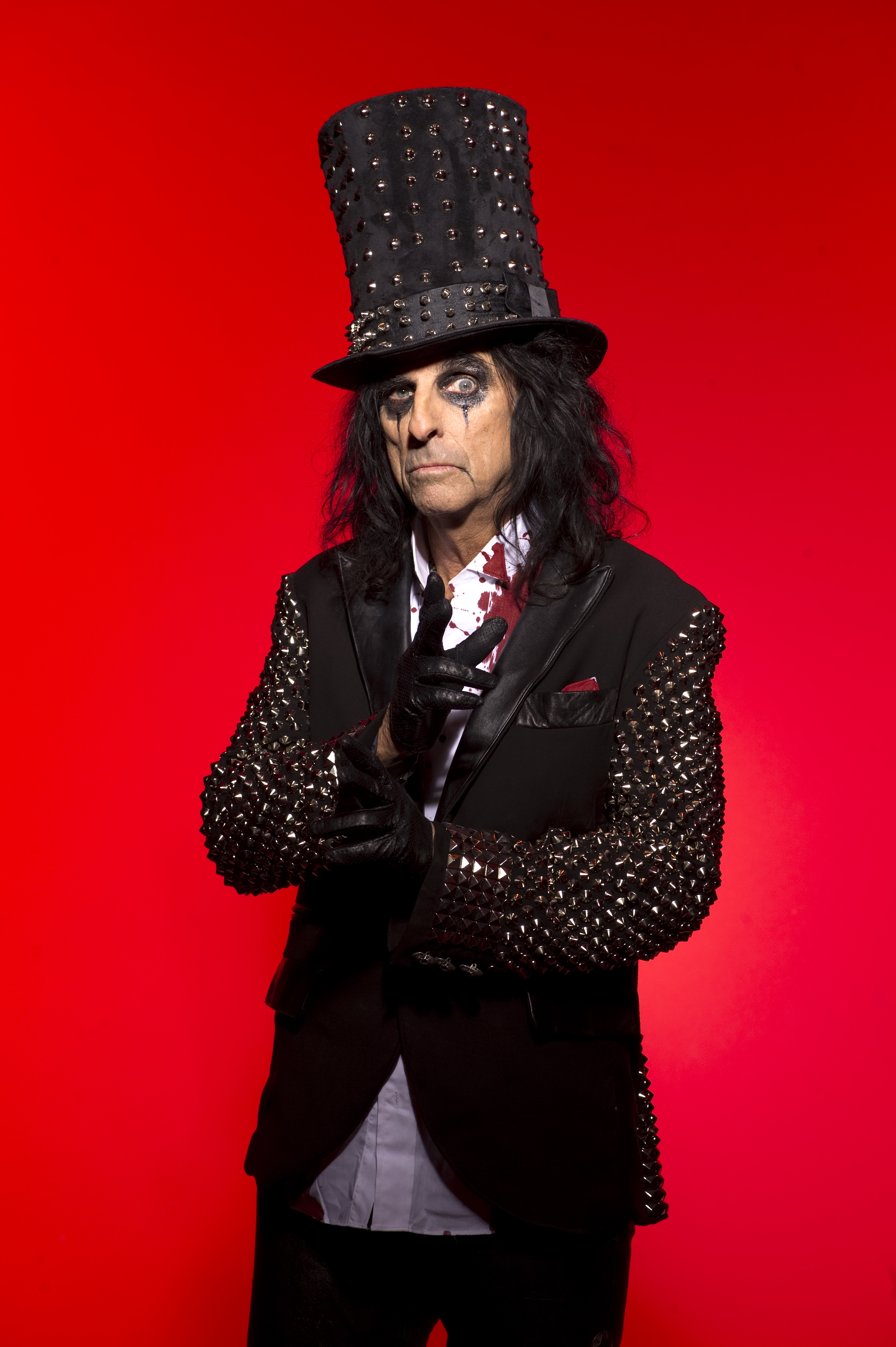
صورة لأليس كوبر لهالفين، 2011

## وصلات خارجية
- روس هالفين على موقع IMDb (الإنجليزية)
- روس هالفين على موقع ميوزك برينز (الإنجليزية)
- روس هالفين على موقع أول ميوزيك (الإنجليزية)
- روس هالفين على موقع ديسكوغز (الإنجليزية)

- الموقع الرسمي
- مقابلة سويسايدغيرلز وروس هالفين لغاريت فيبر
- 'Sojourner Ross Halfin Travels' - موقع الناشرين